# Mise à mort du cerf sacré
Pour plus de détails, voir Fiche technique et Distribution.
Mise à mort du cerf sacré, ou La Mise à mort du cerf sacré au Québec, (The Killing of a Sacred Deer) est un thriller britannico-américano-grec co-écrit et réalisé par Yórgos Lánthimos.
Il est sélectionné en 2017 au 70e Festival de Cannes où il a obtenu le prix du scénario, ex æquo avec le film de Lynne Ramsay, A Beautiful Day.
Steven Murphy est un brillant chirurgien cardiaque, avec sa femme, Anna, ils vivent confortablement et heureux, Ils ont deux enfants Kim, une fille de 14 ans et Bob, un garçon de 12 ans. Steven a pris sous son aile Martin Lang, un adolescent qui a perdu son père que Steven avait opéré, et qui insidieusement finit par s’immiscer au sein de sa famille. Martin a des réactions étranges et sa gentillesse factice et surjouée cache un projet intrigant. Il est cependant apprécié et suscite même des sentiments amoureux à Kim. Quand Bob est mystérieusement frappé par un mal subit, il finit par expliquer à Steven que sa famille est engagée, à cause de la mort de son père, dans un terrible pacte surnaturel et inexorable qui ira jusqu’à conduire Steven à un impensable sacrifice expiatoire.

## Synopsis
Après une opération chirurgicale à cœur ouvert, Steven parle de montres avec son collègue anesthésiste, Matthew. Puis il déjeune avec Martin Lang, jeune garçon solitaire dont le père est décédé lors d'une opération, puis plus tard lui offre une montre. Ils sont devenus très proches, se voyant régulièrement et secrètement. Pour exciter son mari au lit, Anna simule souvent une anesthésie générale pour qu'il réussisse à avoir une érection. Par ailleurs, elle remarque qu'il refuse de boire de l'alcool lors d'un gala : il est en effet sobre depuis trois ans.
Steven invite Martin à manger chez lui avec sa famille. Ce dernier fait connaissance avec Kim et Bob. Kim tombe peu à peu amoureuse de lui. Martin, de plus en plus intrusif, invite à son tour Steven chez lui pour qu'il sympathise avec sa mère au chômage.  Après le dîner, Martin laisse Steven avec sa mère qui lui fait des avances ; elle lui annonce que son mari a été son patient, lui déclare qu'il a de magnifiques mains, puis se jette sur lui et suce ses doigts. Troublé, Steven s'en va aussitôt. Il coupe les liens avec Martin, mais Kim continue à le fréquenter.
Un jour, Steven remarque que son fils ne s'est pas levé : Bob lui dit qu'il ne peut plus marcher car il ne sent plus ses jambes. À l'hôpital, les examens n'expliquent pas sa paralysie qui soudain disparaît. Mais, au moment où il quitte la clinique, il tombe et ne peut plus marcher. Son cas est mystérieux pour les docteurs et ses parents. Martin annonce alors à Steven son macabre plan : comme il considère Steven coupable de la mort de son père sur une table d'opération dans son service, il lui suggère de tuer un membre de sa famille en réparation ; s'il refuse, son épouse et ses enfants mourront lentement : paralysie, impossibilité de manger, yeux qui saignent. De fait, Bob refuse toute nourriture, puis c'est au tour de Kim d'être paralysée. 
Quelque temps plus tard, dans sa chorale où elle chante, Kim est en effet paralysée à son tour et ne parvient plus à se lever. Elle est aussitôt placée dans la même chambre que son frère et ne désire plus à son tour se nourrir. L'hôpital continue à faire des tests et des examens sur eux mais découvre qu'ils sont en parfaite santé et ne parvient pas à déterminer l'origine de leur paralysie et leur absence d'appétit. Steven dévoile à Anna le chantage de Martin. Elle demande à son mari s'il avait bu avant d'opérer le père de Martin, ce qu'il nie en l'informant que seul un anesthésiste peut provoquer maladroitement le décès d'un patient et que le chirurgien n'est jamais fautif. Elle rencontre Matthew qui lui dit le contraire : le chirurgien est toujours responsable de la mort d'un patient et non l'anesthésiste. Il lui révèle que son mari avait bu avant l'intervention et qu'il a donc provoqué le décès du père de Martin. À l'hôpital, alors qu'elle est toujours paralysée et refuse de manger comme son petit frère, Kim reçoit un appel de Martin qui lui demande de se lever pour le voir par la fenêtre. Soudainement, elle marche sous les yeux stupéfaits de sa mère mais elle ne voit pas Martin. Après avoir raccroché, elle se recouche dans son lit et ses jambes sont paralysées. Incapable d'expliquer leur état, l'hôpital donne son accord pour que les enfants retournent chez eux. Anna rend visite à Martin chez lui, elle lui demande pourquoi elle et ses enfants doivent payer pour la faute de son mari. Martin ne lui répond pas mais lui explique qu'il pense que Steven a tué son père et que ce dernier a commencé à flirter avec sa mère et qu'ils peuvent faire un beau couple ensemble.
Les enfants Murphy sont nourris par sonde nasogastrique et se déplacent en rampant ou grâce à des chaises roulantes. Mais Steven refuse de sacrifier un de ses proches et tente de vivre normalement. Il rend visite au directeur de l'école et le questionne sur leurs résultats et comportement pour savoir qui des deux mérite le plus de vivre. Finalement Steven retient Martin prisonnier dans sa cave et menace de le tuer. Anna réussit à raisonner son mari pour qu'il le laisse vivre, puis elle le libère en secret. Les yeux de Bob saignent, obligeant Steven à faire son choix. Il bâillonne Anna, Kim et Bob et armé d'un fusil, les yeux  dissimulés sous un bonnet, il ouvre le feu à deux reprises au hasard, atteignant des meubles. Un troisième coup de feu retentit, qui touche et tue son  fils. Plus tard, Steven, Anna et Kim rencontrent Martin fortuitement dans un restaurant : vaincus, ils se lèvent et s'en vont.

## Fiche technique
- Titre original : The Killing of a Sacred Deer
- Titre en français : Mise à mort du cerf sacré
- Titre au Québec : La Mise à mort du cerf sacré
- Réalisation : Yórgos Lánthimos
- Scénario : Yórgos Lánthimos et Efthýmis Filíppou
- Photographie : Thimios Bakatakis
- Décors : Jade Healy
- Costumes : Nancy Steiner
- Production : Ed Guiney, Yórgos Lánthimos et Andrew Lowe
- Sociétés de production : Element Pictures, Film 4 et A24
- Pays d’origine :  Grèce,  Royaume-Uni,  États-Unis
- Langue originale : anglais
- Genre : drame psychologique d’horreur
- Durée : 121 minutes
- Dates de sortie :
  -  France : 22 mai 2017(Festival de Cannes 2017), 1er novembre 2017 (sortie nationale)
  -  États-Unis : 3 novembre 2017
- Classification :
  -  États-Unis : R (Interdit aux moins de 17 ans non-accompagnés)
  -  France : Interdit aux moins de 12 ans avec avertissement

## Distribution
| |  |  |
| Les acteurs principaux Colin Farrell et Nicole Kidman aux premières du film au TIFF 2017 et au Festival de Cannes 2017. |  |  |

- Colin Farrell (VF : Boris Rehlinger ; VQ : Martin Watier) : Steven Murphy, le chirurgien
- Nicole Kidman (VF : Danièle Douet ; VQ : Anne Bédard) : Anna Murphy, la femme de Steven
- Barry Keoghan (VF : Maxime Baudouin ; VQ : Xavier Dolan) : Martin Lang, le jeune homme pris sous l'aile de Steven
- Raffey Cassidy (VF : Clara Quilichini ; VQ : Clarisa Charbeaunneau) : Kim Murphy, la fille aînée d'Anna et Steven
- Sunny Suljic (en) (VQ : Loïc Moenner) : Bob Murphy, le fils cadet d'Anna et Steven
- Alicia Silverstone (VF : Claire Guyot) : la mère de Martin
- Bill Camp (VF : Paul Borne ; VQ : Guy Nadon) : Matthew

## Signification du titre
La signification du titre n'est pas indiquée dans le film, mais ferait référence au mythe d’Iphigénie.

## Accueil

### Critique
Dans l'ensemble, le film reçoit un accueil critique allant du mitigé au positif.
En France, le site Allociné recense une moyenne des critiques presse de 2,9⁄5, d'après l'interprétation de 31 revues.
Pour Nicolas Schaller du Nouvel Observateur, « Colin Farrell impressionne, jouant sur une tonalité blanche, caractéristique de l’univers de Yórgos Lánthimos. Lequel, après Canine et The Lobster, assoit son statut grandissant de fils spirituel (dans sa ligne de mire, le capitalisme a pris la place de l’Église) de Buñuel ».
Pour Pierre Vavasseur du Parisien, « Certes, le cinéaste grec Yorgos Lanthimos en fait des tonnes. Mais comment pouvait-il s'arrêter en route ? Il y a des dézingages qui exigent, d'une manière jouissive, d'aller jusqu'au bout ».
Pour Jean-Baptiste Morain des Inrockuptibles, « Mise à mort du cerf sacré atteint des sommets de mégalomanie assommante ».
Pour Jean-François Rauger du Monde, « Mise à mort du cerf sacré rejoint les innombrables fictions construites artificiellement autour d'un sentiment de naufrage moral inéluctable, grande affaire d'un certain cinéma, dit « d'auteur », international et contemporain. Mais la facticité de l'ensemble et le sentiment de se voir donner une leçon que l'auteur voudrait cuisante rendent, in fine, le film de Yorgos Lanthimos plutôt dérisoire ».
Pour Louis Guichard de Télérama, « tandis qu'il excelle dans l'exposition et les prémices, avec un art gothique de l'inscription des personnages dans les décors, il semble lui-même ensuite dépassé par son programme sanglant. Le scénario, curieusement récompensé par un prix à Cannes, met en échec la virtuosité du metteur en scène, qui ne sait comment filmer le paroxysme de la violence ».
Pour Arnaud Schwartz de La Croix, « l'équation ne tient pas : la parabole manque vite d'une réelle épaisseur, la réalisation très léchée vire à l'exposé grandiloquent que l'utilisation très appuyée de la musique, stridente, annonce dès le début. Et c'est un sentiment désolant de « tout ça pour ça » qui guette le spectateur artificiellement tenu en haleine et vaguement écœuré ».
Sur l'agrégateur francophone SensCritique, il obtient la note globale de 6,6⁄10, appuyée sur plus de 7 100 avis du public à septembre 2020.

### Box-office
- France : 53 787 entrées[11]

## Distinctions

### Récompense
- Festival de Cannes 2017 : Prix du scénario (ex æquo)

### Sélection
- Festival de Cannes 2017 : en sélection officielle (compétition pour la Palme d'or)
- Les Vendanges du 7e Art 2017 : en sélection officielle
- Festival du film britannique de Dinard 2017 : présenté en Séance Spéciale
- Festival européen du film fantastique de Strasbourg 2017 : en sélection officielle (compétition pour l'Octopus d'or)
- Festival du film de Londres 2017 : présentation spéciale
- L'Étrange Festival 2017 : en sélection officielle
- Festival international du film de Catalogne 2017 : en compétition